# Шельпахівка
Шельпа́хі́вка — село в Україні, в Христинівській міській громаді Уманського району Черкаської області. Розташоване на обох берегах річки Удич (притока Південного Бугу) за 18 км на південь від міста Христинівка. Населення становить 581 особа (станом на 1 січня 2025 р.).

## Населення
За даними перепису 2001 року населення села становило 842 особи.

### Мовний склад
Рідна мова населення за даними перепису 2001 року:
| Мова       | Чисельність, осіб | Доля     |
| ---------- | ----------------- | -------- |
| Українська | 827               | 98,22 %  |
| Інше       | 15                | 1,78 %   |
| Разом      | 842               | 100,00 % |

## Історія
У 1958 році до складу Шельпахівки ввійшло село Ухожа.
Під час Голодомору 1932—1933 років, тільки за офіційними даними, від голоду померло 89 мешканців села.
28 Липня 1941 року село було окуповано Вермахтом

## Пам'ятки
- Шельпахівський парк
- Палац Чарновських
- Пам'ятник Голодомору

## Відомі люди
- Гриб Андрій Андрійович — Герой Радянського Союзу;
- Скалій Іван Савович — повний кавалер ордену Слави;
- Тищенко Олександр Трохимович — радянський військовий льотчик, Герой Радянського Союзу;
- Кобринюк Микола Миколайович (1995—2014) — військовослужбовець Національної гвардії України. Загинув поблизу м. Маріуполь Донецької області від кулі снайпера.